# Primăvara bobocilor
Primăvara bobocilor este un film românesc din 1987, regizat de Mircea Moldovan după scenariul scriitorului Petre Sălcudeanu. Rolurile principale sunt interpretate de actorii Dem Rădulescu, Tamara Buciuceanu-Botez, Horațiu Mălăele, Anda Onesa, Tora Vasilescu, Ovidiu Schumacher și Paul Lavric.
El continuă acțiunea filmelor Toamna bobocilor (1975) și Iarna bobocilor (1977), din care preia personaje și situații. Interpreții personajelor principale, Varvara și Toderaș, din primele două filme (Draga Olteanu Matei și Marin Moraru) au fost înlocuiți cu Tamara Buciuceanu Botez și Dem Rădulescu.

## Rezumat
Ca urmare a intervenției mamei sale, Varvara (Tamara Buciuceanu-Botez), tânărul Ionuț (Horațiu Mălăele), student în ultimul an la Facultatea de Agronomie, este repartizat să-și efectueze practica de vară în satul Viișoara. Părinții săi, Varvara și Toderaș (Dem Rădulescu), îl așteaptă cu fanfară la gara din Pogoanele în ziua anunțată a sosirii, dar tânărul coboară din mocăniță în stația anterioară și merge pe jos, peste dealuri, prin râul Arieș și prin pădure. El intră în sat călare pe măgărușul Valjean, provocând râsul sătenilor și rușinea mamei sale.
În anii scurși de la evenimentele relatate în filmele anterioare, Toderaș devenise din președinte al CAP-ului Viișoara, brigadier și apoi îngrijitor la vaci (ciurdar). Varvara era de mai mulți ani președinte al CAP-ului; în ultima perioadă, cooperativa a obținut însă rezultate slabe, nemaifiind realizat planul de producție. Astfel, sătenii au ajuns să cumpere roșii și castraveți de la aprozar. Din acest motiv, Varvara voia ca viitorul agronom Ionuț să facă practica studențească în sat pentru a-și da seama care sunt problemele din activitatea cooperativei. Ea spera ca tânărul să adune tineretul din comună și să contribuie la creșterea producției agricole din sat.
Încă de la început, tânărul afirmă că nu vrea să facă o practică „în dorul lelii”. Pentru a-l motiva, mama sa o roagă pe frumoasa profesoară Savetuța Ilfov (Anda Onesa) să-l seducă. Ionuț discută cu oamenii din sat și își dă seama că motivele scăderii producției erau politica administrativă severă a Varvarei (ea a înlocuit vorba bună cu amenințările și i-a criticat pe specialiști care au plecat nemulțumiți) și faptul că absolvenții liceului agricol prestau în sat alte munci decât cele pentru care fuseseră pregătiți. În sat se aflau cinci tineri absolvenți de liceu agricol care lucrau ca poștă, la agenția loto, la dispensarul medical, la bufet și la magazinul mixt.
Tânărul îl roagă pe Toderaș s-o ajute pe Varvara și scrie un raport cu schimbările propuse pentru îmbunătățirea activității agricole din comună. Ionuț îi spune mamei sale că pentru a mări producția trebuie să rotească culturile și să-i repartizeze pe absolvenții liceului agricol în muncile pentru care fuseseră pregătiți, scoțându-i de la munca de birou. Varvara aplică planurile lui Ionuț, iar recolta agricolă crește cantitativ. Prim-secretara organizației județene de partid (Adela Mărculescu) laudă realizările cooperativei din Viișoara și propune ca studentul să fie repartizat după absolvire în satul natal. Varvara se angajează ca producția agricolă din anul următor să fie cea mai mare din întregul județ.
Pe măsura trecerii timpului se înfiripă o relație de dragoste între Ionuț și Savetuța. Cei doi tineri încep să petreacă cât mai mult timp împreună, iar tânărul o cere în căsătorie pe profesoară. Filmul se încheie cu masa luată împreună de cei doi tineri cu familia lui Ionuț.

## Distribuție
- Dem Rădulescu — Toderaș, fostul președinte al CAP-ului din Viișoara
- Tamara Buciuceanu-Botez — Varvara, soția lui Toderaș, președintele CAP-ului din Viișoara
- Horațiu Mălăele — studentul Ionuț, fiul Varvarei și a lui Toderaș
- Anda Onesa — profesoara Savetuța Ilfov
- Tora Vasilescu — doctorița Leontina
- Ovidiu Schumacher — felcerul Sâmbotin de la dispensarul veterinar
- Paul Lavric — badea Vasălie Gumă, ciurdar
- Ana Ciontea — Vetuța, sora mai mică a lui Ionuț, muncitoare la seră
- Adela Mărculescu — prim-secretara organizației județene de partid
- Aristide Teică — baciul Sailă, cioban fruntaș
- Nae Gh. Mazilu — badea Gligor
- Carmen Trocan — vânzătoarea Rodica de la alimentară
- Dan Puric — Ermolai, președintele organizației de tineret din comună
- Angela Ioan — tractorista Niculina, sora geamănă a lui Ionuț
- Stelian Stancu — secretarul județean pe probleme de agricultură
- Mircea Cosma
- Petre Felezeu
- Vintilă Crișan Ginuc
- Aristița Diamandi — felcerița Lucreția
- Doru Ana — telefonistul Vasilache (Lache) Urcan
- Flavius Constantinescu
- Boris Gavlițchi
- Miron Murea
- Mihai Bălaș
- Răzvan Buricea — copilul Vasiliuță

## Producție
Scenariul filmului a fost scris de prozatorul Petre Sălcudeanu, ca o continuare a filmului Toamna bobocilor (1975) din care a preluat personaje și situații. Scenaristul avea „o anumită înclinație către lumea satului” (după cum a afirmat Draga Olteanu-Matei) și a intenționat să realizeze patru filme care să urmărească integrarea unui grup de absolvenți de facultate în viața rurală de-a lungul a celor patru anotimpuri ale unui an. Dintre acestea, au fost realizate numai trei, Vara bobocilor rămânând doar în faza de intenție.
În acest film au fost realizate câteva schimbări față de celelalte două filme: Draga Olteanu-Matei și Marin Moraru care au interpretat în primele două filme rolurile Varvara și Toderaș au fost înlocuiți cu Tamara Buciuceanu-Botez și Dem Rădulescu. Alți actori (Paul Lavric, Nae Gh. Mazilu) interpretează roluri diferite față de cele jucate în celelalte două filme.
Genericul animat a fost conceput și desenat de Florica Vintilă. Regizor secund a fost Ovidiu Drăgănescu.

## Seria „Bobocilor”
După filmul Toamna bobocilor (1975), scenaristul Petre Sălcudeanu și regizorul Mircea Moldovan au colaborat la realizarea a două continuări: Iarna bobocilor (1977) și Primăvara bobocilor (1987), mai slab primite de public. În primele două cuplul Varvara - Toderaș a fost interpretat de Draga Olteanu-Matei și Marin Moraru, în timp ce în ultima dintre ele a fost interpretat de Tamara Buciuceanu-Botez și Dem Rădulescu. Scenaristul a intenționat să scrie și scenariul unui al patrulea film intitulat Vara bobocilor, dar acesta a rămas la stadiul de intenție.

## Recepție
Filmul Primăvara bobocilor a avut parte de un mare succes la public, fiind vizionat de 1.796.410 spectatori la cinematografele din România, după cum atestă o situație a numărului de spectatori înregistrat de filmele românești de la data premierei și până la data de 31.12.2007 alcătuită de Centrul Național al Cinematografiei.
Cristian Tudor Popescu, doctor în cinematografie și profesor asociat la UNATC, considera Primăvara bobocilor drept un film cu caracter politic și propagandistic al epocii comuniste, realizat la comanda politică a conducerii statului. Astfel, la sfârșitul deceniului 7 al secolului al XX-lea, tinerii absolvenți de facultate au început să primească repartiții la țară, refuzându-li-se posturi în orașele mari, în urma unui decret al președintelui țării. Ca urmare, a devenit necesară realizarea de filme prin care să li se inoculeze tinerilor absolvenți ideea că viața la țară este frumoasă, iar satisfacțiile profesionale sunt mari. Toamna bobocilor (1975) a reprezentat un început de drum în tratarea acestui subiect, fiind urmată de filme ca Iarna bobocilor (1977), Buletin de București (1983), Căsătorie cu repetiție (1985) și Primăvara bobocilor (1987).
Criticul Tudor Caranfil a dat filmului o stea din cinci și a făcut următorul comentariu: „Soții Toderaș își așteaptă la gară, cu fanfară de femei, feciorul, pe viitorul agronom Ionuț. Dar tânărul nu e în mocăniță, ci vine, agale, pe jos, la practica pe care Varvara i-a pretins s-o facă în cooperativă, sub șefia ei autoritară. Cel de-al treilea și ultim volet de boboci, urmând toamnei și iernii, schimbă fără avertizări „castingul” serialului: nu numai că locul Dragăi Olteanu și al lui Marin Moraru e luat de „diriga” din Liceenii, Tamara Buciuceanu și de Dem Rădulescu, dar întreaga populație a satului capătă noi identități, desconsiderând, ca și în serialul Haiducii, dreptul la cutumă al spectatorului. Mohorâta primăvară, care s-ar vrea și ea comedie, redă un anotimp cu „nopți de farmec pline” în care părinții deapănă, elegiac, „visuri de producție” în timp ce fiul se repede pe tarla să-și viziteze sora, tractoristă, cu care dezbate prognoza la hectar, iar apoi inspectează satul, fluierând a jale.”

## DVD
Ziarul Adevărul și ghidul „Adevărul TV” au fost distribuite la 29 mai 2009 împreună cu DVD-ul cu filmul Primăvara bobocilor care a fost inclus în seria „Mari Comedii Românești”.